# دوکاساتترا انوئیک اسید
دوکاساتترا انوئیک اسید (به انگلیسی: Docosatetraenoic acid) با فرمول شیمیایی C22H36O2 یک ترکیب شیمیایی با شناسه پاب‌کم 14452 است. که جرم مولی آن ۳۳۲٫۵ گرم بر مول می‌باشد. 